# Ambipleurus
Ambipleurus is een geslacht van uitgestorven zee-egels uit de familie Glyphocyphidae.

## Soorten
- Ambipleurus rotundatus Kier, 1957 †